# James K. Moorhead

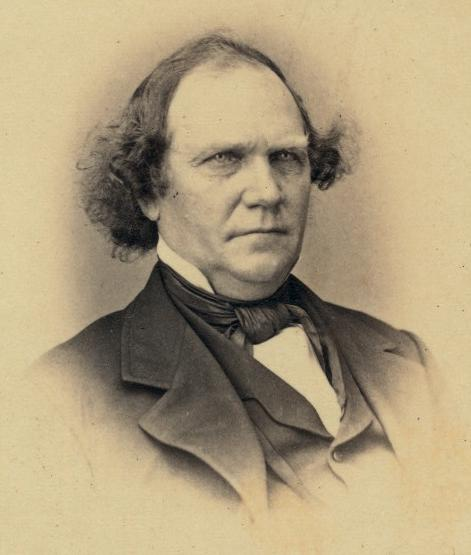
James K. Moorhead

James Kennedy Moorhead (* 7. September 1806 in Halifax, Dauphin County, Pennsylvania; † 6. März 1884 in Pittsburgh, Pennsylvania) war ein US-amerikanischer Politiker. Zwischen 1859 und 1869 vertrat er den Bundesstaat Pennsylvania im US-Repräsentantenhaus.

## Werdegang
James Moorhead besuchte die öffentlichen Schulen seiner Heimat und absolvierte danach eine Lehre im Gerberhandwerk. Danach war er lange Zeit in verschiedenen Positionen bei den Schifffahrtskanälen seiner Heimat tätig. Zunächst arbeitete er dort als Bauingenieur. Im Jahr 1828 wurde er Leiter der Verwaltung des Juanita Canal und 1835 organisierte er den ersten Passagierverkehr auf dem Pennsylvania Canal. Außerdem baute er den Monongahela Navigation Canal dessen Verwaltung er 21 Jahre lang vorstand. Zwischenzeitlich leitete er im Jahr 1838 als Adjutant General of Pennsylvania die Staatsmiliz. Überdies wurde er Präsident der Firma Atlantic & Ohio Telegraph Co., aus der später die Western Union hervorgehen sollte. Politisch schloss er sich der 1854 gegründeten Republikanischen Partei an.
Bei den Kongresswahlen des Jahres 1858 wurde Moorhead im 21. Wahlbezirk von Pennsylvania in das US-Repräsentantenhaus in Washington, D.C. gewählt, wo er am 4. März 1859 die Nachfolge von David Ritchie antrat. Nach vier Wiederwahlen konnte er bis zum 3. März 1869 fünf Legislaturperioden im Kongress absolvieren. Seit 1863 vertrat er dort den 22. Distrikt seines Staates. Von 1863 bis 1867 leitete Moorhead den Handwerksausschuss. Seine Zeit als Kongressabgeordneter war von den Ereignissen im unmittelbaren Vorfeld des Bürgerkrieges und ab 1861 vom Krieg selbst sowie von dessen Folgen bestimmt. Seit 1865 war die Arbeit des Kongresses von den Spannungen zwischen den Republikanern und Präsident Andrew Johnson belastetm die in einem nur knapp gescheiterten Amtsenthebungsverfahren gipfelten. Außerdem wurde während Moorheads Zeit im Kongress der 14. und der 15. Verfassungszusatz ratifiziert.
Im Jahr 1868 verzichtete James Moorhead auf eine weitere Kongresskandidatur. Nach dem Ende seiner Zeit im US-Repräsentantenhaus nahm er seine früheren Tätigkeiten wieder auf. Im Mai 1868 nahm er als Delegierter an der Republican National Convention in Chicago teil, auf der Ulysses S. Grant als Präsidentschaftskandidat nominiert wurde. 1880 kandidierte Moorhead erfolglos für den US-Senat. Ab 1877 leitete er bis zu seinem Tod die Handelskammer in Pittsburgh. Dort ist er am 6. März 1884 auch verstorben.